# 홍환안

태창제

홍환안(紅丸案)은 명나라 태창제(泰昌帝)가 신하가 바친 붉은 선약을 먹고 급사한 사건이다.

## 전개
홍환(紅丸)이란 "홍연금단(紅鉛金丹)"이며, 또는 "삼원단(三元丹)"이라고도 부른다. 처녀가 초경할 때 흘린 피에 한밤중의 이슬 한 방울과 오매(烏梅)등 약물(藥物)을 더하여, 7번을 끓여 액체로 만들어, 다시 홍연(紅鉛), 추석(秋石, 사람 오줌), 인유(人乳), 진사(辰砂, 호남湖南 진주辰州에서 나오는 주사), 송지(松脂) 등 약물을 넣어 완성한다.
만력 48년(1620년) 8월에 태자 주상락(朱常洛)이 등극하였고, 정 귀비는 그에게 여덟 미녀를 진헌하여 주상락의 환심을 샀다. 색을 좋아하는 주상락은 이를 모두 받아들였으나 음욕이 과도해서 8월 10일에 몸져 누웠다. 약방태감 최문승(崔文升)이 설사약을 올렸으나 태창제는 복용 후 병은 더욱 심해졌고 연달아 3, 40차 설사를 하였다.
8월 29일, 이가작(李可灼)의 홍환을 복용한 후 태창제는 병세가 완화되었고 기분이 상쾌하였다. 태창제가 이가작을 "충신"이라 하였고 오후 3시에 한 알을 더 복용하였다. 그러나 9월 1일, 재위 29일만에 태창제는 급사하였다. 예부상서(禮部尙書) 손신행(孫愼行), 좌도어사(左道御史) 추원표(鄒元標), 급사중(給事中) 혜세양(惠世揚) 등은 최문승과 이가작이 황제를 죽였다고 탄핵하였다. 또한 황제가 정귀비에 의해 독살되었다고 의혹이 제기되었다. 천계2년(1622년), 최문승은 남경(南京)으로 유배되었고, 이가작은 변방으로 유배를 보내어 수비를 담당하게 되었다.

## 같이 보기
- 명말삼안
- 이궁안
- 정격안
- 제초절당